# Lepidolejeunea sullivantii
Lepidolejeunea sullivantii är en bladmossart som först beskrevs av Carl Moritz Gottsche, och fick sitt nu gällande namn av M.E.Reiner. Lepidolejeunea sullivantii ingår i släktet Lepidolejeunea och familjen Lejeuneaceae. Inga underarter finns listade i Catalogue of Life.